# Dragan Jovanović
Dragan Jovanović is een gewezen voetballer uit Joegoslavië, Die speelt als aanvallend voetballer. Hij is geboren in Belgrado.
Jovanović was een rechteraanvaller. hij is wordt herinnerd als een van de beste voetballers in het Joegoslavische voetbal in de jaren dertig. hij heeft hele leven bij Jugoslavija Beograd gevoetbald. hij heeft totaal 252 officieel wedstrijden gespeeld en hij heeft 331 doelpunten gescoord voor team. Hij stopte met voetbal nog in zijn twintiger jaren en diende als SK Jugoslavija clubsecretaris en de voorzitter van het voetbalgedeelte van de club. In 1936 kwam hij om het leven bij een auto-ongeluk in de straat Nemanjina in Belgrado.

## Internationale carrière
Tussen 1923 en 1928 speelde Jovanović ook voor het nationale voetbalteam van Joegoslavië. Hij debuteerde op 28 oktober 1923 tegen Tsjechoslowakije in Praag en scoorde 2 doelpunten in de wedstrijd, die uiteindelijk eindigde in een 4-4 gelijkspel. Zijn laatste wedstrijd voor de nationale ploeg was op 7 oktober 1928, ook tegen Tsjechoslowakije, toen Joegoslavië een 1-7 gewonnen had.

## Erelijst
- Prva Liga 1924
- Prva Liga 1925
- Topscorer van Priva Liga 1923,1924,1925